# Reversal of Man
Reversal of Man fue una banda de Screamo oriunda de Tampa, Florida, formada en 1995. Su sonido estuvo fuertemente influenciado por el powerviolence y grindcore; a su vez, son asociados al movimiento screamo de finales de los años noventa, Su fundación fue inicialmente una reacción a la creciente escena nazi punk underground de Florida; por esto, su contenido lírico era a menudo político.
Durante su existencia, el quinteto realizó frecuentes giras por Estados Unidos y partes de Europa. El vocalista Matt Coplon es recordado por pegarse el micrófono a la mano, para no perderlo durante las actuaciones espásticas. En 1999, la banda firmó con Ebullition Records para el lanzamiento de su único álbum: This Is Medicine, después de que el dueño del sello les conociera por su split 12" con Holocron. Jeremy Bolm de Touché Amoré ha señalado a This Is Medicine como uno de sus álbumes favoritos.
Reversal of Man se disolvió en 2000, con sus miembros participando posteriormente en grupos como CombatWoundedVeteran, Fathers, Horsewhip, Guiltmaker, y Light Yourself on Fire. El guitarrista Chris Norris actualmente es diseñador gráfico, bajo el alias "Steak Mtn".

## Discografía
Álbumes de estudio
- This Is Medicine (1999, Ebullition)

Álbumes compilatorios
- Discography (2001, Schematics)

EPs
- Reversal of Man demo tape (1995)
- Reversal of Man 7" (1996, Valrico)
- Revolution Summer 10"/CD (1998, Independence Day)

Splits
- Reversal of Man / Cease split 7" (1995, Blacksmith/Plead)
- Puritan / Reversal of Man split 12" (1995, King Of The Monsters)
- Holocron / Reversal of Man split 12" (1996, Intention)
- Enemy Soil / Reversal of Man split 7" (1998, Fist Held High)
- Los Crudos / Reversal of Man split 12" (2001, Ebullition)
- Electric Youth Crew split 12"/CD con CombatWoundedVeteran (2002, Schematics)

Apariciones en compilatorios

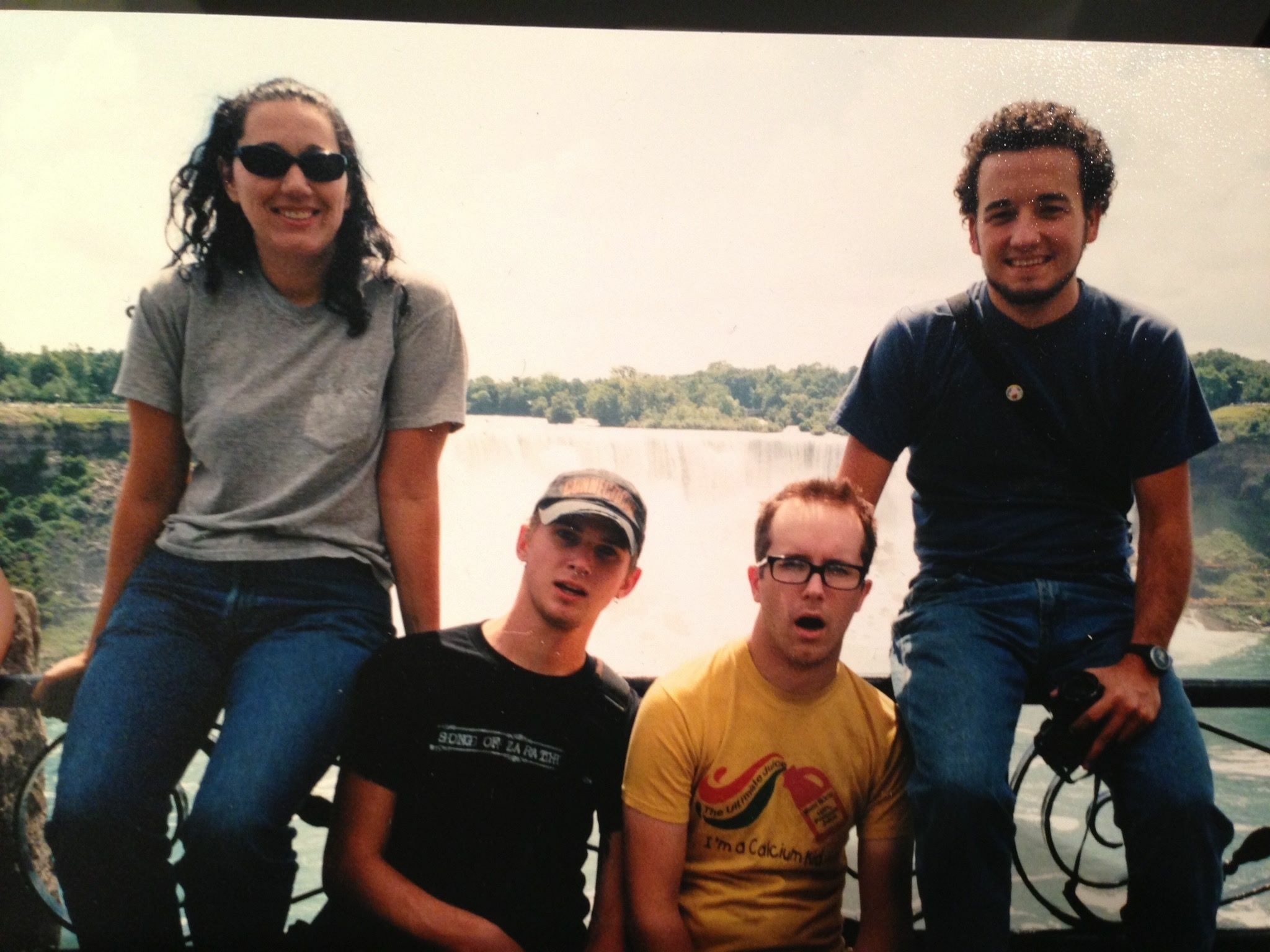
Nice, Jeff, Chris y Dan en las Cataratas del Niagara, 1999.

- "Assembly" – Placebo (1995, Concurrent)
- "A Child's Dream" – Follow N' Believe: A Food Not Bombs Benefit Compilation (1996, Element)
- "Untitled" – Israfel (1997, Ape)
- "Silver Pieces Of Eight" – The Caligula Effect (1997, Catechism)
- "I'm A New York City Detective That Strays From Cheap Suits And Short Sleeve Shirts And Ties" – Between A Rock And A Hard Place (1998, Witching Hour)
- "Theory Of La Masastra" – The Great Enlightenment? (1998, A-Team/Hit The Ground Running)
- '"These Hills Have Eyes" – 403 Comp (Florida Fucking Hardcore) (1998, Schematics)
- "Mercy" – The Brave Do Not Fear The Grave (1999, Alveran/Grave Romance)
- "The Set Up" – Back To Donut! (1999, No Idea)
- "Quantis" – Che Fest 1999 (1999, Slowdance)
- "These Hills Have Eyes" – Can't Stop This Train (1999, Join The Team Player)

## Miembros
| Última formación - Matt Coplon – voces (1995–2000) - Chris Norris – guitarras (1999–2000) - Jeff Howe – bajo, coros (1996–2000) - Dan Radde – guitarras, coros (1999–2000) - John Willey – batería (1995–2000) | Miembros anteriores - Chris Hitchcock – guitarras (1995–1996) - Joe Camacho – guitarras (1995–1996) - Jasen Weitekamp – guitarras (1996–1998) - Jason Crittenden – guitarras (1997–1999) - Jason Rubacky – bajo (1995–1996) |